# CCTV-E&F
CCTV-E（シーシーティービーイー）は中国の国営テレビ局中国中央電視台のスペイン語24時間国際放送、CCTV-F（シーシーティービーエフ）はフランス語24時間国際放送である。

## 概要
2004年1月1日スペイン語の放送を開始、同年10月1日にフランス語も加わりCCTV-E&Fとして正式な放送を開始する。
12時間をスペイン語、残りの12時間をフランス語で放送した。
しかし、世界各地の視聴者のために2007年10月スペイン語をCCTV-E、フランス語をCCTV-Fとして独立する。

## 日本での視聴方法
- インターネット放送で視聴可能（リアルタイム）

なおインターネット放送はインターネット回線を使用しているため、30秒～1分程度のタイムラグがある。また回線の状況によっては映像が乱れたり表示されないことがある。